# Joe Taslim

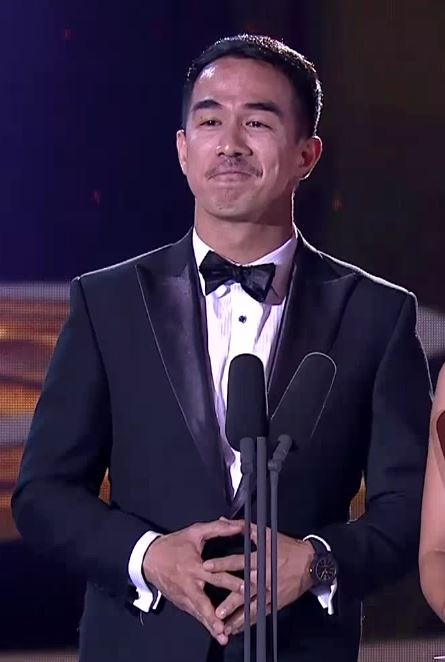
Joe Taslim, 2021

Johannes „Joe“ Taslim (* 23. Juni 1981 in Palembang, Indonesien) ist ein indonesischer Filmschauspieler und ehemaliger Kampfsportler.

## Leben
Joe Taslim wurde in Palembang, Indonesien als Sohn von Maria Goretty und Mardjuki Taslim geboren. Taslim heiratete 2004 seine Frau Julia. Die beiden haben drei Kinder.

## Karriere als Sportler
Schon in jungen Jahren wurde Taslim in verschiedenen Kampfkünsten ausgebildet, so in Wushu, Judo, Taekwondo und Pencak Silat. Taslim begann später eine professionelle Judo-Karriere und gewann mehrere Goldmedaillen, darunter 1999 eine bei der Südostasiatischen Judo-Meisterschaft. Bei den Asean Games 2007 gewann Taslim eine Silbermedaille. Taslim war von 1997 bis 2009 Mitglied der Indonesischen Judo-Nationalmannschaft. Nach einer Verletzung war Taslim gezwungen, sich aus dem Profisport zurückzuziehen.

## Filmkarriere
Am Anfang seiner Karriere als Schauspieler wirkte Taslim in Fernsehspots und mehreren indonesischen Spielfilmen mit. Im Jahr 2010 erhielt Taslim von Gareth Evans die Rolle von Jaka, einem Mitglied einer Sonderpolizeieinheit, im mehrfach ausgezeichneten indonesischen Independent-Actionfilm The Raid (Originaltitel: Serbuan maut), in welchem er in einer Reihe von eindrucksvollen Kampfszenen zu sehen war. Es folgte eine Rolle im Horror-Film Dead Mine, der 2012 in einigen asiatischen Ländern in die Kinos kam. Im Juli 2012 berichtete Variety, dass Taslim Teil der Besetzung des Films Fast & Furious 6 wird, der 2013 seine Premiere feierte. Taslim spielt darin den kaltblütigen Killer Jah, der gegen Dominic Toretto (Vin Diesel) und Brian O’Conner (Paul Walker) kämpft. Im Juli 2015 berichtete The Hollywood Reporter, dass Taslim eine kleinere Rolle im Film Star Trek Beyond erhielt.

## Filmografie (Auswahl)
- 2008: Karma
- 2009: Rasa
- 2011: The Raid (Serbuan maut)
- 2012: Dead Mine
- 2013: La tahzan
- 2013: Fast & Furious 6
- 2016: Star Trek Beyond
- 2018: The Night Comes For Us
- 2019–2023: Warrior (Fernsehserie)
- 2021: Mortal Kombat

## Auszeichnungen und Medaillen
- 1999: Goldmedaille bei der Südostasiatischen Judo-Meisterschaft
- 2007: Silbermedaille bei den Asean Games 2007
- 2013: Nominierung als Bester Hauptdarsteller beim International Film Festival Jakarta
- 2014: Nominierung als Bester Hauptdarsteller für die Indonesia Movie Awards